# Batalla de Bautzen
La batalla de Bautzen tuvo lugar el 21 de mayo de 1813 y enfrentó al ejército francés de Napoleón contra un combinado ruso-prusiano.
El ejército ruso-prusiano se encontraba en plena retirada tras la derrota anterior en Lützen, y finalmente los generales Wittgenstein y Blücher ordenaron detenerse en Bautzen, en espera de recibir al zar Alejandro I de Rusia y al rey Federico Guillermo III de Prusia.
Este ejército contaba con una fuerza de casi 100 000 hombres, aunque Napoleón aún disponía de 115 000. Además, el mariscal Ney tenía 85 000 hombres más a un día de marcha. Wittgenstein formó dos líneas defensivas, con fortificaciones en las aldeas y en los puntos elevados. Napoleón, por su parte, planeaba inmovilizar al ejército enemigo en sus líneas, para luego atraparlos con las tropas de Ney. Sin embargo, estaba convencido de que el ejército ruso-prusiano tenía más soldados de los que realmente disponía, por lo que decidió que no podría cerrar la trampa hasta haberlo debilitado.
Tras horas de intensos y fieros combates, los franceses impusieron su mayor fuerza sobre las primeras líneas defensivas y alcanzaron la villa de Bautzen, mientras el ejército ruso-prusiano parecía encontrarse atrapado. Por la noche, los franceses estaban ya listos para cortar las líneas de retirada enemigas. El Mariscal Ney se mostró entonces confuso y se posicionó de forma incorrecta con sus tropas, lo que permitió a los aliados escapar de la trampa.
La lucha durante el resto del día fue muy dura, y tras muchas horas, el ataque francés, de bastante éxito al principio, comenzó a perder intensidad. De nuevo, la distracción de Ney, que decidió tomar la aldea de Preititz, causó la pérdida de la estratégica posición que encerraba a las fuerzas enemigas. Los ruso-prusianos estaban siendo empujados hacia atrás, y cuando se envió a la Guardia Imperial, iniciaron una retirada total. Sin las fuerzas de Ney para cortarles el paso en la retirada, escaparon de la matanza total que Napoleón había concebido.
Aunque exitosa para el ejército francés. Pudieron levantar el asedio de Glogovia el 28 de mayo y tomar Breslavia el 1 de junio. La batalla no tuvo el resultado decisivo que buscaba Napoleón debido al fallo de Ney en cortar la línea de retirada enemiga, lo que impidió una victoria total francesa que bien pudiera haber cambiado el curso de las futuras operaciones en Leipzig.
Durante esta batalla cayó en combate el general Geraud Duroc, amigo personal y ayudante de campo de Napoleón.